# Acrossus luridus
Espèce
Acrossus luridus ou Aphodius luridus est une espèce d'insectes de l'ordre des coléoptères, de la famille des Scarabaeidae, de genre Acrossus.

## Répartition et habitat

### Répartition
On le trouve dans les zones paléarctique (Europe, Est-Sibérie, Transcaspia, Afrique du Nord, Maroc), néarctique (introduit en Amérique du Nord), néotropique (introduit dans les Antilles). Il est présent en France par exemple dans le Nord-Pas-de-Calais. 

## Systématique
L'espèce Acrossus luridusa été décrite par l'entomologiste danois Johan Christian Fabricius en 1775.

## Liste des variétés
Selon BioLib (2 août 2014)
- Acrossus luridus apicalis (Mulsant)
- Acrossus luridus bipaginatus (Mulsant)
- Acrossus luridus connexus (Mulsant)
- Acrossus luridus faillae (Ragusa)
- Acrossus luridus gagates (Müller)
- Acrossus luridus hilleri (Schilsky)
- Acrossus luridus interpunctatus (Herbst)
- Acrossus luridus intricarius (Mulsant)
- Acrossus luridus nigrosulcatus (Marsham)
- Acrossus luridus pellitus (Schmidt)
- Acrossus luridus variegatus (Herbst)

## Synonymie
Selon Catalogue of Life (2 août 2014)
- Acrossus apicalis Mulsant, 1842
- Acrossus bipaginatus Mulsant, 1842
- Acrossus connexus Mulsant, 1842
- Acrossus intricarius Mulsant, 1842
- Acrossus lateralis Mulsant, 1842
- Acrossus pellidus Schmidt, 1916
- Acrossus unicoloratus Dellacasa & Dellacasa, 2005
- Aphodius aterunicolor Hochhuth, 1873
- Aphodius biplagiatus Mulsant, 1869
- Aphodius deplanatus Ménétriés, 1832
- Aphodius faecis Gistel, 1857
- Aphodius faillae Ragusa, 1892
- Aphodius hilleri Schilsky, 1888
- Aphodius humeralis Dallatorre, 1879
- Aphodius informis Mulsant, 1842
- Aphodius interpunctatus Herbst, 1783
- Aphodius lividibasis Reitter, 1898
- Aphodius lividus Walkenaer, 1802
- Aphodius lutarius Fabricius, 1801
- Aphodius nigripes Schonherr, 1806
- Aphodius rufipes Illiger, 1798
- Aphodius rufitarsis Latreille, 1807
- Aphodius rufonotatus Dallatorre, 1879
- Aphodius strigosus Dallatorre, 1879
- Aphodius sutorius Faldermann, 1833
- Scarabaeus arator Herbst, 1783
- Scarabaeus gagates Müller, 1776
- Scarabaeus gagates Olivier, 1789
- Scarabaeus gagatinus Fourcroy, 1785
- Scarabaeus nigripes Fabricius, 1792
- Scarabaeus nigrosulcatus Marsham, 1802
- Scarabaeus variegatus Herbst, 1783
- Scarabaeus varius Linnaeus, 1788